# إنريكي ألفارو روجاس
إنريكي ألفارو روجاس (بالإسبانية: Enrique Alfaro)‏ (11 ديسمبر 1974 بمدينة مكسيكو في المكسيك - ) هو لاعب كرة قدم مكسيكي في مركز الهجوم، شارك في الألعاب الأولمبية الصيفية 1996. وشارك مع منتخب المكسيك لكرة القدم. أما مع النوادي، فقد لعب مع نادي تولوكا.

## مسيرته الكروية
لعب إنريكي ألفارو روجاس خلال مسيرته الاحترافية مع نادِ واحدٍ في ثمانية مواسم وسجل خلالها 29 هدفًا ضمن 197 مباراة. ولم يفز بأي موسم بالكأس وفاز في ثلاثة مواسم بالدوري.
خاض إنريكي ألفارو روجاس مسيرته مع نادي تولوكا في موسم 1994–95 ليلعب معه ثمانية مواسم، مشاركًا في 197 مباراة سجل خلالها 29 هدفًا.

## وصلات خارجية
- إنريكي ألفارو روجاس على موقع الاتحاد الدولي (مؤرشف)  (الإنجليزية)
- إنريكي ألفارو روجاس على موقع قاعدة بيانات كرة القدم.إي يو (الإنجليزية)
- إنريكي ألفارو روجاس على موقع ناشيونال فوتبول تيمز (الإنجليزية)
- إنريكي ألفارو روجاس على موقع Soccerway.com (الإنجليزية)
- إنريكي ألفارو روجاس على موقع أوليمبيديا (الإنجليزية)